# سنتر هیل (فلوریدا)
سنتر هیل (به انگلیسی: Center Hill) شهری در شهرستان سامتر ایالت فلوریدا است که در سال ۱۹۲۵ بنیان‌گذاری شده‌است. این شهر طبق سرشماری سال ۲۰۱۰ میلادی، ۹۸۸ نفر جمعیت داشته و مساحت آن نیز ۴٫۵ کیلومتر مربع است.